# Бурстын, Целестин Леонович
Целестин Леонович Бурстин (пол. Celestyn Burstin; 28 января 1888, Тернополь — 2 октября 1938, тюремная больница Минска) — австро-венгерский и советский математик. Доктор философии (1912). Академик НАН БССР.

## Биография
Родился 28 января 1888 года в Тернополе (Королевство Галиции и Лодомерии, Австро-Венгрия), в еврейской семье. Родители — Леон (Лейб) Бурстин и Марьем (Марье) Фрейдман; у него были братья Филип (1883) и Арон-Шие (ум. 1892), сёстры Валерия (1893—1894) и Мальвина (1897), двое из которых умерли детьми.
Окончил Венский университет в 1911 году. Работал в образовательных учреждениях Австро-Венгрии. Придерживался левых взглядов, был членом Компартии, за что часто не имел заработка. Получив приглашение БАН, переехал в Минск. С 1929 года профессор и заведующий кафедрой Белорусского университета, с 1931 года работал на должности директора Физико-технического института АН Белорусской ССР.
Автор около 20 научных работ, в том числе 3 монографий.
В 1937 году репрессирован большевистской властью, умер в тюремной больнице 2 октября (по другим данным, 21 октября 20 апреля) 1938 года в Минске. Реабилитирован в 1956 году.